# Anthony Browne, 1. Viscount Montagu

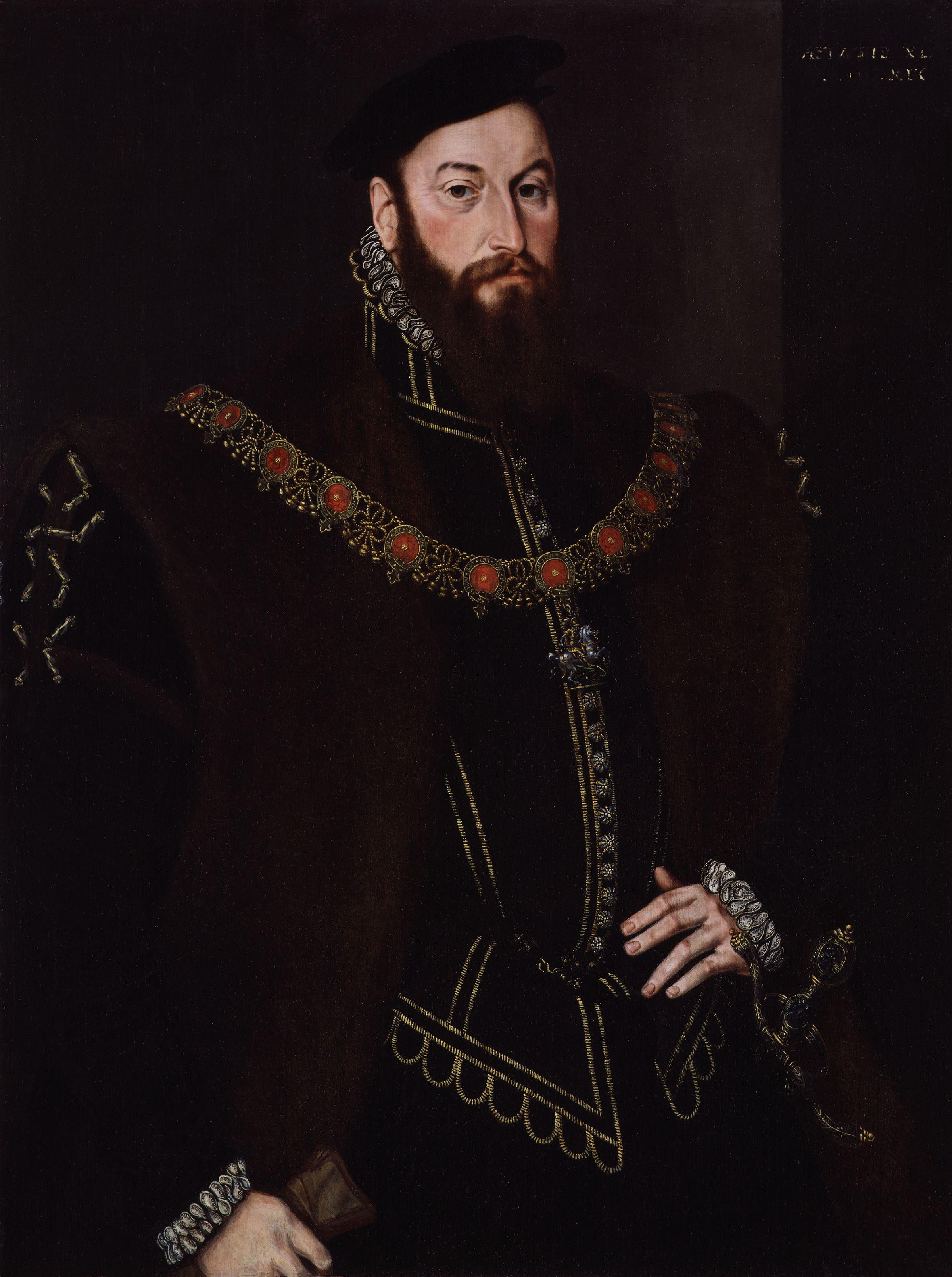
Anthony Browne, 1. Viscount Montagu, Gemälde um 1569

Anthony Browne, 1. Viscount Montagu KG (* 29. November 1528; † 19. Oktober 1592 in West Horsley, Surrey) war ein englischer Politiker und Diplomat der Tudorzeit.

## Leben
Anthony Browne war der älteste der sechs Söhne von Sir Anthony Browne KG (um 1500–1548) und seiner ersten Frau Alice Gage († 1540/41).
Im Rahmen der Krönung König Eduards VI. wurde er 1547 zum Knight of the Bath geschlagen. Er war von 1574 bis 1552 für das Borough Guildford in Surrey, 1553 für das Borough Petersfield in Hampshire und 1554 für das County Surrey Abgeordneter im House of Commons.
Er wurde ein katholischer Höfling und Diplomat der Königin Maria I. Die Königin erhob ihm am 2. September 1554 zum Viscount Montagu, wodurch er Mitglied des House of Lords wurde. Im selben Jahr sandte sie ihn als Diplomat nach Rom und Venedig. Er sollte insbesondere eine Aussöhnung zwischen England und dem Papst auszuhandeln. 1555 wurde er als Knight Companion in den Hosenbandorden aufgenommen. 1557 diente er als Lieutenant-General der englischen Armee in der Picardie und nahm an der Schlacht bei Saint-Quentin teil. 
Als Königin Elisabeth I. im November 1558 den Thron bestieg, wurde Montagu aus dem Privy Council entlassen und sprach sich im Parlament von 1559 gegen die Maßnahmen des neuen Regimes zur Religionsreform aus. Er besuchte 1560 Spanien. Er stand in der Folge loyal zur Krone. Sein Schwiegersohn, Henry Wriothesley, 2. Earl of Southampton (1545–1581), verbrachte jedoch vier Jahre, aufgrund des Vorwurfs in Pläne zum Sturz von Königin Elisabeth I. verwickelt zu sein, im Tower of London. Als 1585 der Krieg mit Spanien ausbrach, wurde Montagu von seinem Posten als Lord Lieutenant von Sussex abgesetzt. Im darauf folgenden Jahr bewies er jedoch seine Loyalität gegenüber der Königin, als er zu den Peers gehörte, die Maria Stuart, Königin von Schottland den Prozess machten. 1588 unterstützte er die Verteidigung gegen die Spanische Armada, indem er zusammen mit seinem Sohn und seinem Enkel eine Truppe von Reitern anführte.

## Ehen und Nachkommen
Er heiratete in erster Ehe um 1551 Lady Jane Radcliffe, Tochter des Robert Radclyffe, 1. Earl of Sussex (1533–1553). Mit ihr hatte er zwei Kinder:
- Hon. Anthony Browne († 1592), ⚭ Mary Dormer;
- Hon. Mary Browne († 1607), ⚭ (1) 1566 Henry Wriothesley, 2. Earl of Southampton, ⚭ (2) 1594 Sir Thomas Heneage († 1595), ⚭ (3) 1598 William Hervey, 1. Baron Hervey.

1558 heiratete er in zweiter Ehe Magdalen Dacre (1538–1608), Tochter des Ralph Dacre, 3. Baron Dacre. Mit ihr hatte er neun Kinder:
- Hon. Sir George Browne, Gutsherr von Wicham Brown in Kent, ⚭  Mary Tyrwhitt;
- Hon. Sir Henry Browne, Gutsherr von Kiddington in Oxfordshire, ⚭  Anne Catesby;
- Hon. Sir Anthony Browne, Gutsherr von Effingham in Surrey, ⚭ Anne Bell;
- Hon. Thomas Browne;
- Hon. Philip Browne;
- Hon. William Browne;
- Hon. Elizabeth Browne († nach 1623), ⚭ um 1590 Robert Dormer, 1. Baron Dormer;
- Hon. Mabel Browne, ⚭ Sir Henry Capel;
- Hon. Jane Browne, ⚭  Sir Francis Lacon.

Da Montagu seinen ältesten Sohn Anthony um vier Monate überlebte, erbte dessen ältester Sohn Anthony Maria Browne (1574–1629) seinen Adelstitel als 2. Viscount.